# 운동학 (운동생리학)

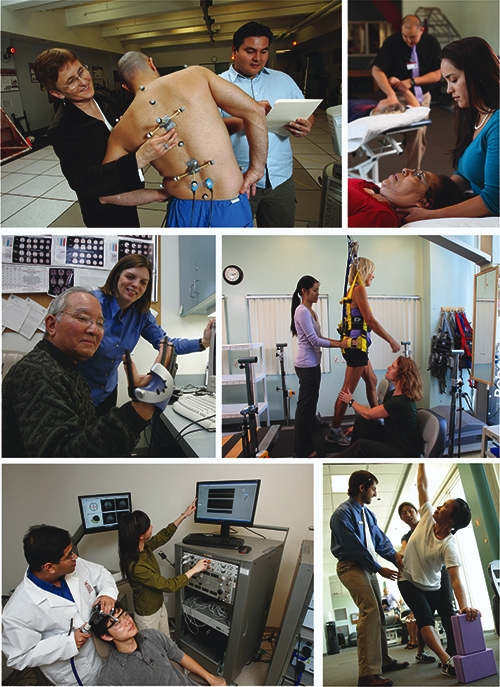

운동학(運動學, 영어: kinesiology 키네지올로지[*])은 신체 운동에 대해 학문적으로 고찰하는 것을 말한다.
키네시올로지는 생리학적, 해부학적, 생체역학적, 병리학적, 신경심리학적 원리와 움직임의 메커니즘을 다룬다. 인체 건강에 대한 운동 요법의 응용에는 생체 역학 및 정형 외과가 포함된다. (강도 및 컨디셔닝, 스포츠 심리학, 모터 제어, 기술 습득 및 운동 학습, 물리 및 작업 치료와 같은 재활 방법, 스포츠 및 운동 생리학 등) 인간과 동물의 동작에 대한 연구에는 동작 추적 시스템, 근육 및 뇌 활동의 전기 생리학, 생리 기능을 모니터링하는 다양한 방법 및 기타 행동 및 인지 연구 기술의 측정이 포함된다.

## 같이 보기
- 운동학
- 운동학 (물리학)